# A Hillbilly Tribute to AC/DC
A Hillbilly Tribute to AC/DC è il primo album della band statunitense degli Hayseed Dixie, completamente dedicato alla musica della band australiana hard rock degli AC/DC.

## Tracce
1. Highway to Hell – 2:27 -  (Bon Scott, Angus Young, Malcolm Young)
2. You Shook Me All Night Long – 3:29 -  (Brian Johnson, A. Young, M. Young)
3. Dirty Deeds Done Dirt Cheap – 2:47 -   (Scott, A. Young, M. Young)
4. Hell's Bells – 3:00 -  (Johnson, A. Young, M. Young)
5. Money Talks  – 2:19 -  (A. Young, M. Young)
6. Let's Get It Up  – 3:01 -  (Johnson, A. Young, M. Young)
7. Have a Drink on Me  – 2:52 -  (Johnson, A. Young, M. Young)
8. T.N.T.  – 2:38 -  (Scott, A. Young, M. Young)
9. Back in Black  – 3:57 -  (Johnson, A. Young, M. Young)
10. Big Balls  – 2:11 -  (Scott, A. Young, M. Young)